# Monin
Monin is een Frans bedrijf dat siropen, likeurs en vruchtenpurees produceert, voornamelijk voor horecagebruik, waarin het wereldwijd marktleider is. Het bedrijf werd in 1912 opgericht door Georges Monin en begon in de jaren 1920 met de productie van siropen. Monin produceert 130 smaken siroop, alsook zoete dessertsauzen en likeurs. De hoofdzetel bevindt zich in Bourges en heeft fabrieken in Bourges, Clearwater (Florida), Shanghai, Kuala Lumpur en Moskou.
Andere Franse siroopfabrikanten zijn onder andere Teisseire, Dolin en Routin.